# Diecezja Coutances
Diecezja Coutances (pełna nazwa: Diecezja Coutances (-Avranches)) – diecezja Kościoła rzymskokatolickiego we Francji, w metropolii Rouen. Powstała w V wieku. W 1801 została połączona z diecezją Avranches, w wyniku czego w 1854 uzyskała swoją obecną nazwę.